# Les Techniciens du sacré
Les Techniciens du sacré est une anthologie en langue anglaise d'ethno-poésie établie par Jerome Rothenberg parue en 1968 sur le titre Technicians of the Sacred, sous-titré A Range of Poetries from Africa, America, Asia, Europe and Oceania. Elle est traduite en français par Yves di Manno et publiée en 2007 aux éditions José Corti.

## Analyse
Les Techniciens du sacré est la seconde anthologie publiée par Jerome Rothenberg, elle reprend la première, intitulé Ritual, paru en 1966. Parmi l'ensemble des anthologies de Rothenberg, Les Techniciens du sacré est la plus diffusée.
Rothenberg compose cette anthologie en puisant des travaux d'ethnologie (publiés dans des revues universitaires). En tant que poète, il s'intéresse aux sonorités et aux rythmes (dans l'héritage de la Beat Generation), mais aussi aux questions de traductions successives des textes.
Après les textes poétiques traduits, présentés sans appels de notes, se trouvent les commentaires, dans lesquels l'auteur indique les sources des textes, les commente, les analyse. Certains textes ont déjà fait l'objet de traduction vers l'anglais, mais d'autres sont des traductions vers d'autres langues, tirés par exemple de L’anthologie nègre de Blaise Cendrars ou du Trésor de la poésie universelle de Roger Caillois et Jean-Clarence Lambert et que Rothenberg retraduit vers l'anglais.